# Simion Balint

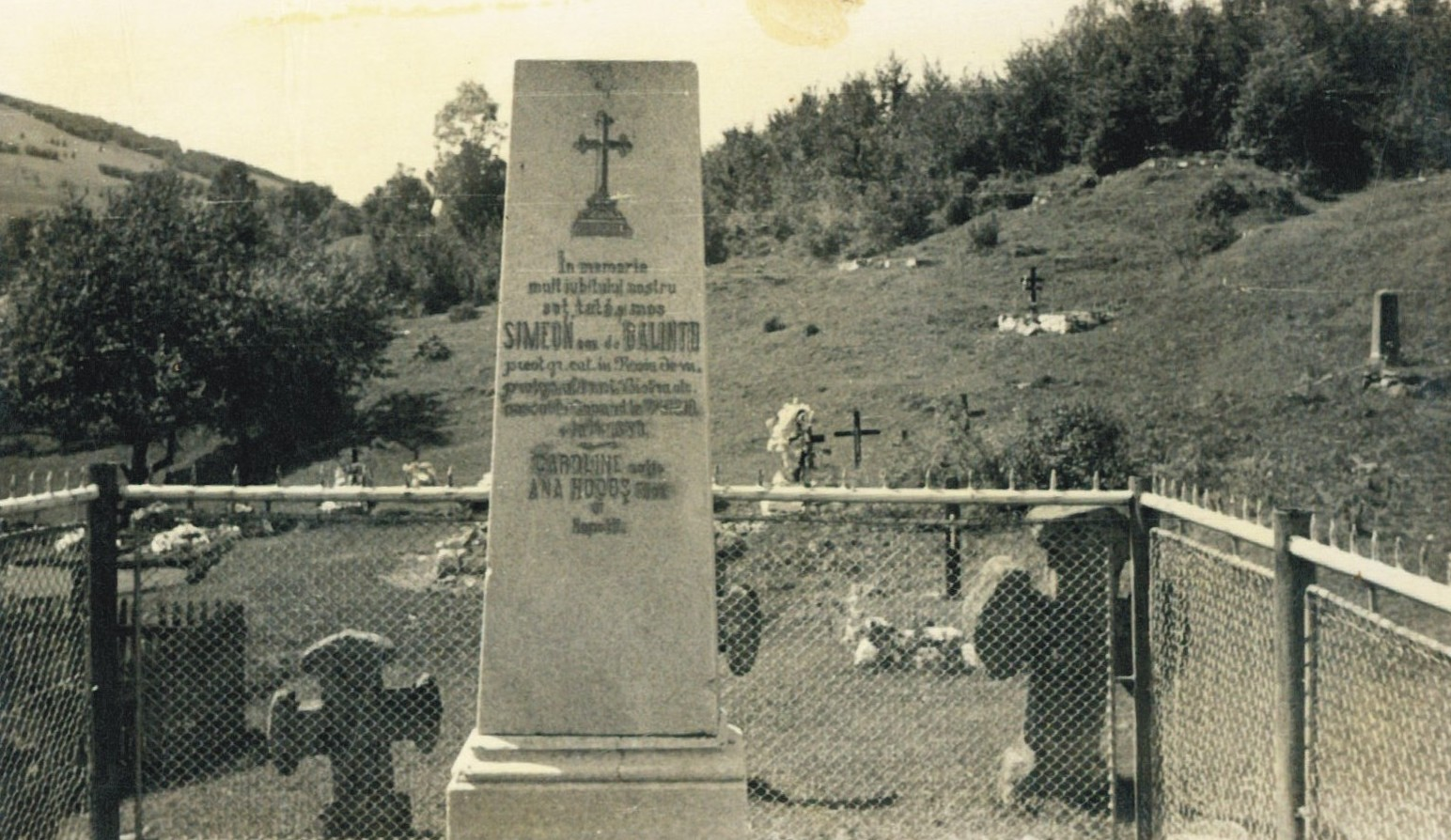
Mormântul lui Simion Balint din Roșia Montană

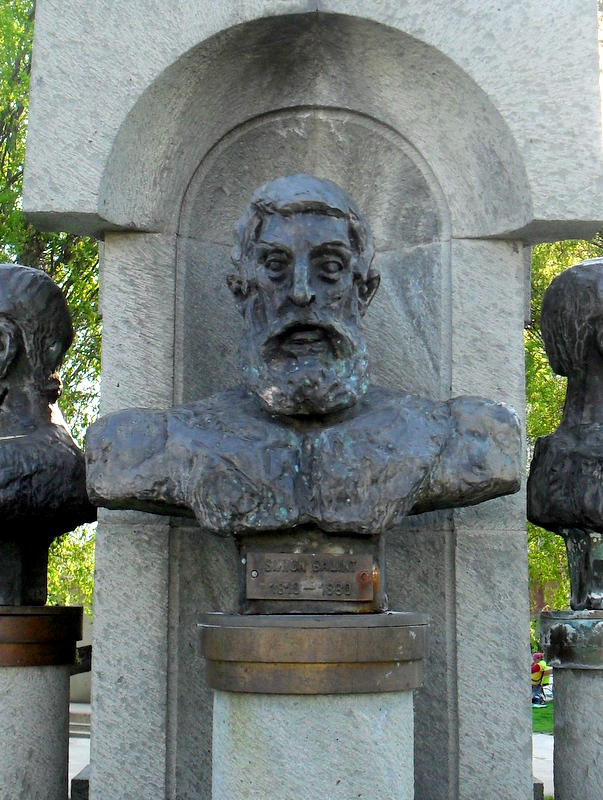
Baia Mare, bustul lui Simion Balint

Simion Balint (n. 10 septembrie 1810, Copăceni, Cluj – d. 16 mai 1880, Roșia Montană) a fost unul dintre revoluționarii români care a luptat alături de Avram Iancu, în calitate de prefect al Legiunii Arieșului. A fost preot-paroh și protopop greco-catolic la Roșia-Montană.  Este descendent al unei familii nobiliare de preoți originari din Vima Mică (Țara Lăpușului).

## Biografie
Simion Balint a urmat studii teologice și a fost numit preot capelan în Roșia Montană. În timpul revoluției din 1848 i s-a încredintat conducerea luptelor din părțile Abrudului, Câmpeni până la Iara-Buru. A dat dovadă de înalte calități ostășești, încât Farkas Kemény (hu), comandantul trupelor maghiare a operațiunii din 8–19 iunie de la Abrud, neputând să treacă de el și ținând cont că majoritatea comandanților lui Iancu erau preoți, a afirmat că „dracul să se mai bată cu popii”.
În vara anului 1848 a fost arestat de autoritățile revoluționare maghiare și întemnițat la Abrud, ca agitator. Casa în care a fost închis la Abrud a luat foc, iar preotul Balint a putut scăpa desculț și cu capul descoperit. Soldatul galițian Tutsek care-l păzea l-a scăpat dintr-un tumult popular iscat cu ocazia incendiului, după ce a arătat că nu Balint poartă vina pentru casa arsă. Ulterior a fost mutat la Aiud.
A fost pus în libertate ca urmare a petiției formulate în acest sens la Adunarea Națională de la Blaj.
Pentru fapte de vitejie a fost decorat de împăratul din Viena și de țarul Rusiei.
După revoluție s-a retras ca preot paroh în parohia română unită din Roșia Montană, unde a rămas până la sfârșitul vieții. A fost căsătorit cu fiica preotului Zacheu Golgoțiu și a avut o fată, Ana Balint, căsătorită cu Iosif Hodoș, mama folcloristului Enea Hodoș.

## Decorații
- Ordinul Leopold clasa a III-a, conferit de Franz Joseph[3][necesită sursă mai bună]